# Sonda Sengstaken-Blakemore
La sonda Sengstaken–Blakemore è uno strumento medico utilizzato per tamponare le emorragie da varici, ovvero quelle emorragie gastrointestinali dovute a varici esofagee.

## Struttura e uso
La sonda è costituita da un tubo flessibile di materiale plastico lungo circa un metro, dotato di tre camere interne e di due palloncini gonfiabili; è inoltre dotata di un'apertura per l'aspirazione sul fondo e di tre aperture prossimali: una è utilizzata per l'aspirazione, una per gonfiare il palloncino esofageo e una per gonfiare quello gastrico.
Il tubo viene inserito nell'esofago del paziente attraverso il naso o la cavità orale; una volta in posizione vengono gonfiati i due palloncini: il primo arresta meccanicamente l'emorragia a livello dell'esofago, mentre il secondo va a comprimere il cardias.
L'uso della sonda può avere consistenti effetti collaterali, principalmente correlati alla rottura dei palloncini e all'errato posizionamento del tubo, e quindi al conseguente gonfiaggio del palloncino gastrico al di fuori dello stomaco: il tubo potrebbe infatti forare la parete esofagea o essere erroneamente inserito nella trachea. Sia per prevenire errori che per proteggere le vie aeree in caso di complicanze è consigliata l'intubazione tracheale del paziente.
Considerando poi che il posizionamento della sonda non può considerarsi un provvedimento definitivo, oggi il suo uso è riservato ai casi di emergenza, impossibili da controllare farmacologicamente e in cui i pazienti presentino un massivo sanguinamento esofageo, sia proveniente dalle varici che di origine ignota.

## Storia
Robert Sengstaken e Arthur Blakemore trattarono per la prima volta della "loro" sonda nel maggio del 1950 in un articolo pubblicato su Annals of Surgery, benché già vent'anni prima si fosse parlato di un simile approccio al problema del sanguinamento delle varici esofagee.
L'uso della sonda è meno frequente che in passato, visti i possibili effetti collaterali e dato che le moderne tecniche endoscopiche e gastroscopiche permettono una risoluzione più rapida e definitiva delle emorragie esofagee; oggi è utilizzata soprattutto come misura temporanea nei casi di emergenza, qualora non sia disponibile un immediato intervento endoscopico e siano falliti i trattamenti farmacologici.

## Varianti
Oltre al modello dotato di due palloncini, ne esiste anche uno con il solo palloncino esofageo, noto come sonda Linton-Nachlas, utilizzato principalmente nei casi di varici gastriche; la sonda Minnesota è invece dotata di un secondo foro di aspirazione nella parte alta dell'esofago.